# Europawahl in Spanien 2019
- UP: 6
- EHB: 1
- ERC: 2
- PSOE: 20
- JxCat: 2
- EAJ/PNV: 1
- Cs: 7
- PP: 12
- VOX: 3

Die Europawahl in Spanien 2019 fand am 26. Mai 2019 im Rahmen der EU-weiten Europawahl 2019 statt. Die Wahl fand gleichzeitig mit den Kommunalwahlen in ganz Spanien und mit den Wahlen zu den Regionalparlamenten von 12 Autonomen Gemeinschaften (d. h. in allen außer Andalusien, dem Baskenland, Galicien, Katalonien und Valencia) statt.
In Spanien wurden zunächst 54 Mandate im Europäischen Parlament vergeben, gewählt wurden aber 59 Mandate. 5 Mandatsträger aus Spanien werden nach dem erfolgten EU-Austritt des Vereinigten Königreichs ins Europaparlament einziehen. Es besteht keine explizite Sperrklausel.
Die Wahlen wurden bestimmt von dem weiterhin schwelenden Konflikt in Katalonien, besonders umkämpften Bürgermeisterwahlen in einigen Großstädten, sowie von den Ergebnissen der vier Wochen zuvor stattgefundenen Wahlen zum nationalen Parlament.

## Wahlsystem
Die Europawahl erfolgt in Spanien nach dem Verhältniswahlsystem im D’Hondt-Verfahren. Ganz Spanien bildet einen einheitlichen Wahlkreis, es wird keine Sperrklausel angewandt.

## Ausgangslage
Bei der Europawahl 2014 mussten die beiden Volksparteien, die konservative Partido Popular (PP) und die sozialdemokratische Partido Socialista Obrero Español (PSOE) Verluste hinnehmen. Hinzugewinnen konnten die linken Parteien Izquierda Unida (IU) und die neu gegründete Podemos sowie die liberalen Parteien Unión Progreso y Democracia (UPyD) und Ciudadanos (C's). Daneben zogen mehrere – in Spanien traditionell starke – Regionalparteien über gemeinsame Listen ins Europäische Parlament ein.
Bei den Spanischen Parlamentswahlen 2015 und 2016 bildete sich ein Vierparteiensystem aus PP, PSOE, der gemeinsamen Liste von IU und Podemos sowie der Ciudadanos heraus. Keine Partei konnte eine Mehrheit erreichen und Koalitionsverhandlung blieben erfolglos. Im Dezember 2016 wurde eine Minderheitsregierung der PP gebildet.
Eines der beherrschenden Themen der Politik in Spanien ist seit 2017 die Katalonien-Krise; die Regionalregierung in Katalonien hatte im Oktober 2017 die Unabhängigkeit erklärt, nachdem sie ein vom Verfassungsgericht als unrechtmäßig erklärtes Referendum ausgerufen hatten. Die spanischen Regierung enthob die Regionalregierung des Amtes, während zeitgleich die Justiz Strafverfahren gegen führende Separatistenführer eröffnete, darunter Kataloniens Ministerpräsident, Carles Puigdemont, der sich mit anderen Persönlichkeiten durch Flucht ins Ausland dem drohenden Verfahren entzogen hatte; gleichzeitig wurden für Dezember 2017 Neuwahlen des katalanischen Regionalparlaments angesetzt, die jedoch erneut eine knappe Mehrheit für die separatistischen Parteien im katalanischen Parlament führten.
Im Mai 2018 wurde Ministerpräsident Mariano Rajoy (PP) in Folge der Gürtel-Affäre vom Parlament das Vertrauen entzogen und Pedro Sánchez (PSOE) neuer Ministerpräsident einer Minderheitsregierung unter Duldung u. a. durch die katalanischen Separatisten. Nachdem die Regierung in der Haushaltsdebatte nicht mehr die notwendige Unterstützung erhalten hatte, rief Sanchez im März 2019 vorgezogene Parlamentsneuwahlen für den 28. April aus. In diesen Wahlen verzeichnete die PSOE erhebliche Stimmenzuwächse (ohne jedoch eine ausreichende Mehrheit zu haben, um ohne Tolerierung anderer Parteien regieren zu können), während die PP einen bedeutenden Einbruch erlitt. Ebenso zog die rechtspopulistische Vox erstmals ins Parlament ein.
Im Wahlkampf spielen die gleichzeitigen Kommunalwahlen eine Rolle, insbesondere in den beiden Großstädten Barcelona, wo die bisherige Bürgermeisterin Ada Colau vom links-alternative Plattform Barcelona en Comú (die auch von der links-populistischen Podemos unterstützt wurde) und Madrid, wo Bürgermeisterin Manuela Carmena, ursprünglich von Podemos als Spitzenkandidatin der Bürgerplattform Ahora Madrid nominiert, die beide seit 2015 jeweils in Minderheitsregierung gegen starken Widerstand der bürgerlichen Parteien (und in Barcelona zusätzlich gegen separatistische Kandidaten) neu antreten.
Eine Kontroverse wurde ausgelöst, als der flüchtige Puigdemont erklärte, er und die ebenso flüchtigen katalanischen ex-Minister Toni Comin und Clara Ponsatí werden mit der Partei Junts per Catalunya (Junts per Europa) für die Wahl kandidieren, um so in den Genuss der parlamentarischen Immunität zu gelangen; am 29. April 2019 beschied ihnen die spanische Wahlkommission, sie könnten aufgrund ihres Auslandaufenthaltes (und mangelnder Meldung des Wohnortes) nicht zur Wahl antreten. Diese Entscheidung wurde vom obersten spanischen Gericht verworfen.

### Scheidendes Parlament
| Fraktion                       | Fraktion                                                     | Mandate | Partei                                                               | Partei                                           | Mandate |
| ------------------------------ | ------------------------------------------------------------ | ------- | -------------------------------------------------------------------- | ------------------------------------------------ | ------- |
|                                | Fraktion der Europäischen Volkspartei                        | 17 / 54 |                                                                      | Partido Popular                                  | 16 / 54 |
|                                | Fraktion der Europäischen Volkspartei                        | 17 / 54 | Unabhängige                                                          | 1 / 54                                           |         |
|                                | Fraktion der Progressiven Allianz der Sozialdemokraten       | 14 / 54 |                                                                      | Partido Socialista Obrero Español (einschl. PSC) | 14 / 54 |
|                                | Die Linke im Europäischen Parlament – GUE/NGL                | 10 / 54 |                                                                      | Podemos                                          | 5 / 54  |
|                                | Die Linke im Europäischen Parlament – GUE/NGL                | 10 / 54 | Izquierda Unida (einschl. «Izquierda Xunida»)                        | 3 / 54                                           |         |
|                                | Die Linke im Europäischen Parlament – GUE/NGL                | 10 / 54 | Alternativa Galega de Esquerda (Anova – Esquerda Unida – Equo – ESG) | 1 / 54                                           |         |
|                                | Die Linke im Europäischen Parlament – GUE/NGL                | 10 / 54 | Unabhängige                                                          | 1 / 54                                           |         |
|                                | Fraktion der Allianz der Liberalen und Demokraten für Europa | 8 / 54  |                                                                      | Ciudadanos                                       | 1 / 54  |
|                                | Fraktion der Allianz der Liberalen und Demokraten für Europa | 8 / 54  | Partit Demòcrata Europeu Català                                      | 1 / 54                                           |         |
|                                | Fraktion der Allianz der Liberalen und Demokraten für Europa | 8 / 54  | Eusko Alderdi Jeltzalea-Partido Nacionalista Vasco                   | 1 / 54                                           |         |
|                                | Fraktion der Allianz der Liberalen und Demokraten für Europa | 8 / 54  | Unión Progreso y Democracia                                          | 1 / 54                                           |         |
|                                | Fraktion der Allianz der Liberalen und Demokraten für Europa | 8 / 54  | Unabhängige                                                          | 4 / 54                                           |         |
|                                | Die Grünen/Europäische Freie Allianz                         | 5 / 54  |                                                                      | Esquerra Republicana de Catalunya                | 2 / 54  |
|                                | Die Grünen/Europäische Freie Allianz                         | 5 / 54  | Bloque Nacionalista Galego                                           | 1 / 54                                           |         |
|                                | Die Grünen/Europäische Freie Allianz                         | 5 / 54  | Equo                                                                 | 1 / 54                                           |         |
|                                | Die Grünen/Europäische Freie Allianz                         | 5 / 54  | Iniciativa per Catalunya Verds                                       | 1 / 54                                           |         |
|                                |                                                              |         |                                                                      |                                                  |         |
| Quelle: Europäisches Parlament |                                                              |         |                                                                      |                                                  |         |

Unabhängige: 1 EVP (gewählt für UDC); 1 GUE/NGL (gewählt für IU); 4 ALDE (3 gewählt für UPyD und 1 für C's).

### Verlauf

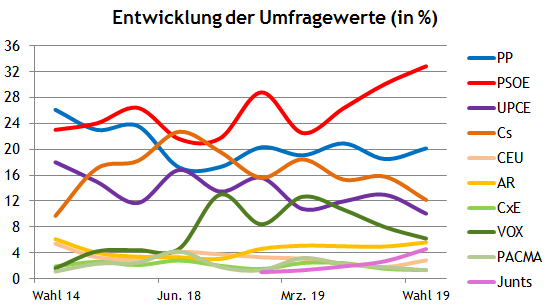
Verlauf der Umfragen von der Wahl 2014 bis zur Wahl 2019

### Listen und Parteien
| N.                              | Liste/Partei                                          | Liste/Partei                                                                           | Liste/Partei                                                                           | Liste/Partei                                                                           | Liste/Partei                                                                                  | Europapartei        | Wahlkreise                               |
| ------------------------------- | ----------------------------------------------------- | -------------------------------------------------------------------------------------- | -------------------------------------------------------------------------------------- | -------------------------------------------------------------------------------------- | --------------------------------------------------------------------------------------------- | ------------------- | ---------------------------------------- |
| 1                               |                                                       | Iniciativa Feminista                                                                   | Iniciativa Feminista                                                                   | Iniciativa Feminista                                                                   | Iniciativa Feminista                                                                          | –                   | Alle                                     |
| 2                               |                                                       | Coalición por una Europa Solidaria                                                     | El Pi – CEUS                                                                           |                                                                                        | El Pi – Proposta per les Illes                                                                | –                   | Balearische Inseln                       |
| 2                               | CCa – PNC – CEUS                                      | Coalición por una Europa Solidaria                                                     |                                                                                        | Coalición Canaria                                                                      | EDP                                                                                           | Kanarische Inseln   |                                          |
| 2                               | CCa – PNC – CEUS                                      | Coalición por una Europa Solidaria                                                     |                                                                                        | Partido Nacionalista Canario                                                           | –                                                                                             | Kanarische Inseln   |                                          |
| 2                               | Compromiso por Galicia – CEUS                         | Coalición por una Europa Solidaria                                                     |                                                                                        | Compromiso por Galicia                                                                 | –                                                                                             | Galicien            |                                          |
| 2                               | Geroa Bai – CEUS                                      | Coalición por una Europa Solidaria                                                     |                                                                                        | Atarrabia Taldea                                                                       | –                                                                                             | Navarra             |                                          |
| 2                               | Geroa Bai – CEUS                                      | Coalición por una Europa Solidaria                                                     |                                                                                        | Eusko Alderdi Jeltzalea                                                                | EDP                                                                                           | Navarra             |                                          |
| 2                               | EAJ-PNV – CEUS                                        | Coalición por una Europa Solidaria                                                     |                                                                                        | Eusko Alderdi Jeltzalea                                                                | EDP                                                                                           | Baskenland          |                                          |
| 2                               | Demòcrates Valencians – CEUS                          | Coalición por una Europa Solidaria                                                     |                                                                                        | Demòcrates Valencians                                                                  | –                                                                                             | Valencia            |                                          |
| 2                               | Coalición por una Europa Solidaria                    | Coalición por una Europa Solidaria                                                     | Coalición por una Europa Solidaria                                                     | –                                                                                      | Alle anderen                                                                                  |                     |                                          |
| 3                               |                                                       | Partido Socialista Obrero Español (einschl. PSC)                                       | Partido Socialista Obrero Español (einschl. PSC)                                       | Partido Socialista Obrero Español (einschl. PSC)                                       | Partido Socialista Obrero Español (einschl. PSC)                                              | SPE                 | Alle                                     |
| 4                               |                                                       | Alternativa Republicana                                                                | Alternativa Republicana                                                                | Alternativa Republicana                                                                | Alternativa Republicana                                                                       | –                   | Alle                                     |
| 5                               |                                                       | Centristas por Europa                                                                  | Centristas por Europa                                                                  |                                                                                        | Coalición de Centro Democrático                                                               | –                   | Alle                                     |
| 5                               |                                                       | Centristas por Europa                                                                  | Centristas por Europa                                                                  | LLiures. Defensant les Llibertats                                                      | –                                                                                             |                     | Alle                                     |
| 5                               |                                                       | Centristas por Europa                                                                  | Centristas por Europa                                                                  | Unidos para la Independencia de la Justicia                                            | –                                                                                             |                     | Alle                                     |
| 5                               |                                                       | Centristas por Europa                                                                  | Centristas por Europa                                                                  | Centrados                                                                              | –                                                                                             |                     | Alle                                     |
| 6                               |                                                       | Ahora Repúblicas                                                                       | ERC – Ahora Repúbliques                                                                |                                                                                        | Esquerra Republicana de Catalunya Esquerra Republicana del País Valencià Esquerra Republicana | EFA                 | Katalonien, Valencia, Balearische Inseln |
| 6                               | EH Bildu – Orain Errepublikak                         | Ahora Repúblicas                                                                       |                                                                                        | Eusko Alkartasuna                                                                      | EFA                                                                                           | Baskenland, Navarra |                                          |
| 6                               | EH Bildu – Orain Errepublikak                         | Ahora Repúblicas                                                                       |                                                                                        | Sortu                                                                                  | –                                                                                             | Baskenland, Navarra |                                          |
| 6                               | EH Bildu – Orain Errepublikak                         | Ahora Repúblicas                                                                       |                                                                                        | Alternatiba                                                                            | –                                                                                             | Baskenland, Navarra |                                          |
| 6                               | BNG – Agora Repúblicas                                | Ahora Repúblicas                                                                       |                                                                                        | Bloque Nacionalista Galego                                                             | EFA                                                                                           | Galicien            |                                          |
| 6                               | Andecha – Agora Repúbliques                           | Ahora Repúblicas                                                                       |                                                                                        | Andecha Astur                                                                          | –                                                                                             | Asturien            |                                          |
| 6                               | Ahora Canarias – Ahora Repúblicas                     | Ahora Repúblicas                                                                       |                                                                                        | Alternativa Nacionalista Canaria                                                       | –                                                                                             | Kanarische Inseln   |                                          |
| 6                               | Ahora Canarias – Ahora Repúblicas                     | Ahora Repúblicas                                                                       |                                                                                        | Unidad del Pueblo                                                                      | –                                                                                             | Kanarische Inseln   |                                          |
| 6                               | Agora Repúblicas – Puyalón                            | Ahora Repúblicas                                                                       |                                                                                        | Puyalón                                                                                | –                                                                                             | Aragonien           |                                          |
| 6                               | Ahora Repúblicas                                      | Ahora Repúblicas                                                                       | Ahora Repúblicas                                                                       | –                                                                                      | Alle anderen                                                                                  |                     |                                          |
| 7                               |                                                       | Contigo Somos Democracia                                                               | Contigo Somos Democracia                                                               | Contigo Somos Democracia                                                               | Contigo Somos Democracia                                                                      | –                   | Alle                                     |
| 8                               |                                                       | Falange Española de las JONS – Alternativa Española – La Falange – Democracia Nacional | Falange Española de las JONS – Alternativa Española – La Falange – Democracia Nacional | Falange Española de las JONS – Alternativa Española – La Falange – Democracia Nacional | Falange Española de las JONS – Alternativa Española – La Falange – Democracia Nacional        | –                   | Alle                                     |
| 9                               |                                                       | Partido Animalista Contra el Maltrato Animal                                           | Partido Animalista Contra el Maltrato Animal                                           | Partido Animalista Contra el Maltrato Animal                                           | Partido Animalista Contra el Maltrato Animal                                                  | APEU                | Alle                                     |
| 10                              |                                                       | Solidaridad y Autogestión Internacionalista                                            | Solidaridad y Autogestión Internacionalista                                            | Solidaridad y Autogestión Internacionalista                                            | Solidaridad y Autogestión Internacionalista                                                   | –                   | Alle                                     |
| 11                              |                                                       | Partido Comunista de los Trabajadores de España                                        | Partido Comunista de los Trabajadores de España                                        | Partido Comunista de los Trabajadores de España                                        | Partido Comunista de los Trabajadores de España                                               | –                   | Alle                                     |
| 12                              |                                                       | Foro de Ciudadanos                                                                     | Foro de Ciudadanos                                                                     | Foro de Ciudadanos                                                                     | Foro de Ciudadanos                                                                            | –                   | Alle                                     |
| 13                              |                                                       | Partido Humanista                                                                      | Partido Humanista                                                                      | Partido Humanista                                                                      | Partido Humanista                                                                             | –                   | Alle                                     |
| 14                              |                                                       | Andalucía Por Sí                                                                       | Andalucía Por Sí                                                                       | Andalucía Por Sí                                                                       | Andalucía Por Sí                                                                              | –                   | Alle                                     |
| 15                              |                                                       | Actúa                                                                                  | Actúa                                                                                  | Actúa                                                                                  | Actúa                                                                                         | –                   | Alle                                     |
| 16                              |                                                       | Compromiso por Europa                                                                  | Compromís                                                                              |                                                                                        | Bloc Nacionalista Valencià                                                                    | EFA                 | Valencia, Katalonien                     |
| 16                              |                                                       | Compromiso por Europa                                                                  | Compromís                                                                              | Iniciativa del Poble Valencià                                                          | –                                                                                             |                     | Valencia, Katalonien                     |
| 16                              |                                                       | Compromiso por Europa                                                                  | Compromís                                                                              | Verds Equo del País Valencià                                                           | EGP                                                                                           |                     | Valencia, Katalonien                     |
| 16                              | Més per Mallorca                                      | Compromiso por Europa                                                                  |                                                                                        | Més per Mallorca                                                                       | –                                                                                             | Balearische Inseln  |                                          |
| 16                              | Nueva Canarias                                        | Compromiso por Europa                                                                  |                                                                                        | Nueva Canarias                                                                         | –                                                                                             | Kanarische Inseln   |                                          |
| 16                              | Chunta Aragonesista                                   | Compromiso por Europa                                                                  |                                                                                        | Chunta Aragonesista                                                                    | –                                                                                             | Aragonien           |                                          |
| 16                              | Coalición Caballas                                    | Compromiso por Europa                                                                  |                                                                                        | Coalición Caballas                                                                     | –                                                                                             | Ceuta               |                                          |
| 16                              | Coalición por Melilla                                 | Compromiso por Europa                                                                  |                                                                                        | Coalición por Melilla                                                                  | –                                                                                             | Melilla             |                                          |
| 16                              | En Marea                                              | Compromiso por Europa                                                                  |                                                                                        | En Marea                                                                               | –                                                                                             | Galicien            |                                          |
| 16                              | Iniciativa del Pueblo Andaluz – Izquierda Andalucista | Compromiso por Europa                                                                  |                                                                                        | Iniciativa del Pueblo Andaluz                                                          | –                                                                                             | Andalusien          |                                          |
| 16                              | Iniciativa del Pueblo Andaluz – Izquierda Andalucista | Compromiso por Europa                                                                  |                                                                                        | Izquierda Andalucista                                                                  | –                                                                                             | Andalusien          |                                          |
| 16                              | Compromiso por Europa 1                               | Compromiso por Europa 1                                                                | Compromiso por Europa 1                                                                | –                                                                                      | Alle anderen                                                                                  |                     |                                          |
| 17                              |                                                       | Movimiento Independiente Euro Latino                                                   | Movimiento Independiente Euro Latino                                                   | Movimiento Independiente Euro Latino                                                   | Movimiento Independiente Euro Latino                                                          | –                   | Alle                                     |
| 18                              |                                                       | Izquierda en Positivo                                                                  | Izquierda en Positivo                                                                  | Izquierda en Positivo                                                                  | Izquierda en Positivo                                                                         | –                   | Alle                                     |
| 19                              |                                                       | Partido Comunista de los Pueblos de España                                             | Partido Comunista de los Pueblos de España                                             | Partido Comunista de los Pueblos de España                                             | Partido Comunista de los Pueblos de España                                                    | –                   | Alle                                     |
| 20                              |                                                       | Unidas Podemos                                                                         | Unidas Podemos                                                                         |                                                                                        | Podemos                                                                                       | –                   | Alle                                     |
| 20                              |                                                       | Unidas Podemos                                                                         | Unidas Podemos                                                                         | Izquierda Unida                                                                        | EL                                                                                            |                     | Alle                                     |
| 20                              | einschl. Catalunya en Comú, Barcelona en Comú         | Unidas Podemos                                                                         |                                                                                        | Iniciativa per Catalunya Verds                                                         | EGP                                                                                           | Katalonien          |                                          |
| 20                              | einschl. Catalunya en Comú, Barcelona en Comú         | Unidas Podemos                                                                         |                                                                                        | Esquerra Unida i Alternativa                                                           | EL                                                                                            | Katalonien          |                                          |
| 20                              | einschl. Catalunya en Comú, Barcelona en Comú         | Unidas Podemos                                                                         |                                                                                        | Equo                                                                                   | EGP                                                                                           | Katalonien          |                                          |
| 21                              |                                                       | Por un Mundo más Justo                                                                 | Por un Mundo más Justo                                                                 | Por un Mundo más Justo                                                                 | Por un Mundo más Justo                                                                        | –                   | Alle                                     |
| 22                              |                                                       | Movimiento Corriente Roja                                                              | Movimiento Corriente Roja                                                              | Movimiento Corriente Roja                                                              | Movimiento Corriente Roja                                                                     | –                   | Alle                                     |
| 23                              |                                                       | Ciudadanos                                                                             | Ciudadanos                                                                             | Ciudadanos                                                                             | Ciudadanos                                                                                    | ALDE                | Alle                                     |
| 24                              |                                                       | Lliures per Europa                                                                     | Lliures per Europa                                                                     |                                                                                        | Partit Demòcrata Europeu Català (einschl. CDC)                                                | ALDE                | Alle                                     |
| 24                              |                                                       | Lliures per Europa                                                                     | Lliures per Europa                                                                     | Junts per Catalunya                                                                    | –                                                                                             |                     | Alle                                     |
| 25                              |                                                       | Vox                                                                                    | Vox                                                                                    | Vox                                                                                    | Vox                                                                                           | EKR                 | Alle                                     |
| 26                              |                                                       | Igualdad Real                                                                          | Igualdad Real                                                                          | Igualdad Real                                                                          | Igualdad Real                                                                                 | –                   | Alle                                     |
| 27                              |                                                       | Pirates de Catalunya – European Pirates                                                | Pirates de Catalunya – European Pirates                                                |                                                                                        | Pirates de Catalunya                                                                          | –                   | Alle                                     |
| 27                              |                                                       | Pirates de Catalunya – European Pirates                                                | Pirates de Catalunya – European Pirates                                                | Castelldefels Avança                                                                   | –                                                                                             |                     | Alle                                     |
| 27                              |                                                       | Pirates de Catalunya – European Pirates                                                | Pirates de Catalunya – European Pirates                                                | Alternativa d’Esquerres de Cornellà                                                    | –                                                                                             |                     | Alle                                     |
| 28                              |                                                       | Volt España                                                                            | Volt España                                                                            | Volt España                                                                            | Volt España                                                                                   | Volt                | Alle                                     |
| 29                              |                                                       | Coalición Verde – Europa Ciudadana                                                     | Coalición Verde – Europa Ciudadana                                                     |                                                                                        | Gira Madrid – Los Verdes                                                                      | –                   | Alle                                     |
| 29                              |                                                       | Coalición Verde – Europa Ciudadana                                                     | Coalición Verde – Europa Ciudadana                                                     | Partido de los Derechos Ciudadanos – Coalición Verde                                   | –                                                                                             |                     | Alle                                     |
| 30                              |                                                       | Partido Popular                                                                        | Partido Popular                                                                        | Partido Popular                                                                        | Partido Popular                                                                               | EVP                 | Alle                                     |
| 31                              |                                                       | Recortes Cero – Los Verdes – Grupo Verde Europeo                                       | Recortes Cero – Los Verdes – Grupo Verde Europeo                                       |                                                                                        | Unificación Comunista de España                                                               | –                   | Alle                                     |
| 31                              |                                                       | Recortes Cero – Los Verdes – Grupo Verde Europeo                                       | Recortes Cero – Los Verdes – Grupo Verde Europeo                                       | Los Verdes – Grupo Verde                                                               | –                                                                                             |                     | Alle                                     |
| 31                              |                                                       | Recortes Cero – Los Verdes – Grupo Verde Europeo                                       | Recortes Cero – Los Verdes – Grupo Verde Europeo                                       | Grupo Verde Europeo                                                                    | –                                                                                             |                     | Alle                                     |
| 32                              |                                                       | Extremeños (PREx-CREx)                                                                 | Extremeños (PREx-CREx)                                                                 | Extremeños (PREx-CREx)                                                                 | Extremeños (PREx-CREx)                                                                        | –                   | Alle                                     |
|                                 |                                                       |                                                                                        |                                                                                        |                                                                                        |                                                                                               |                     |                                          |
| Quelle: Junta electoral central |                                                       |                                                                                        |                                                                                        |                                                                                        |                                                                                               |                     |                                          |

## Umfragen
| Auftraggeber     | Datum      | PP   | PSOE | UP   | UP   | UPyD | CEU PDeCAT+PNV | ERC (AR) | Cs   | CxE PE/Equo | Vox  | PACMA | LPD |
| Auftraggeber     | Datum      | PP   | PSOE | IU   | Pod. | UPyD | CEU PDeCAT+PNV | ERC (AR) | Cs   | CxE PE/Equo | Vox  | PACMA | LPD |
| ---------------- | ---------- | ---- | ---- | ---- | ---- | ---- | -------------- | -------- | ---- | ----------- | ---- | ----- | --- |
| El Mundo         | 20.05.2019 | 16,8 | 32,1 | 10,2 | 10,2 | Cs   | 2,3            | 5,2      | 15,8 | –           | 8,5  | –     | ERC |
| ABC              | 20.05.2019 | 19,7 | 32,9 | 10,6 | 10,6 | Cs   | 1,8            | 3,5      | 13,5 | –           | 6,8  | –     | ERC |
| La Razón         | 19.05.2019 | 19,3 | 30,1 | 13,3 | 13,3 | Cs   | –              | –        | 15,9 | –           | 7,2  | –     | ERC |
| Electomania      | 19.05.2019 | 16,7 | 28,2 | 12,8 | 12,8 | Cs   | 1,5            | 4,9      | 16,8 | 1,2         | 8,2  | 1,8   | ERC |
| Electomania      | 18.05.2019 | 16,8 | 26,8 | 14,0 | 14,0 | Cs   | 1,5            | 5,0      | 16,9 | 1,3         | 8,3  | 2,0   | ERC |
| Público          | 16.05.2019 | 17,5 | 28,8 | 13,8 | 13,8 | Cs   | 1,8            | 5,0      | 15,8 | 1,5         | 9,7  | 1,3   | ERC |
| eldiario.es      | 16.05.2019 | 17,9 | 28,9 | 12,8 | 12,8 | Cs   | 2,3            | 5,8      | 16,5 | 1,8         | 7,2  | 2,0   | ERC |
| Electomania      | 16.05.2019 | 16,3 | 25,7 | 14,1 | 14,1 | Cs   | 1,5            | 5,4      | 16,9 | 1,5         | 8,7  | 2,5   | ERC |
| El Independiente | 15.05.2019 | 20   | 30   | 14   | 14   | Cs   | –              | 6        | 16   | –           | 8    | –     | ERC |
| Henneo           | 14.05.2019 | 19,6 | 30,8 | 14,4 | 14,4 | Cs   | –              | 3,8      | 15,6 | –           | 7,7  | –     | ERC |
| Electomania      | 14.05.2019 | 15,6 | 24,7 | 14,2 | 14,2 | Cs   | 1,6            | 5,5      | 17,7 | 1,4         | 9,5  | 2,8   | ERC |
| ABC              | 12.05.2019 | 18,5 | 30,3 | 11,4 | 11,4 | Cs   | 1,6            | 5,0      | 16,6 | –           | 7,8  | –     | ERC |
| Electomania      | 12.05.2019 | 15,2 | 24,6 | 13,9 | 13,9 | Cs   | 1,5            | 5,5      | 17,7 | 1,4         | 10,0 | 2,7   | ERC |
| El Pais          | 10.05.2019 | 18,9 | 28,9 | 14,8 | 14,8 | Cs   | –              | 5,5      | 16,1 | –           | 8,4  | –     | ERC |
| Electomania      | 08.05.2019 | 14,9 | 22,9 | 14,1 | 14,1 | Cs   | 1,6            | 5,8      | 18,3 | 1,4         | 10,3 | 2,6   | ERC |
| CIS              | 23.04.2019 | 19   | 30   | 14   | 14   | Cs   | 2              | 6        | 15   | –           | 8    | 1,5   | ERC |
| El Mundo         | 25.03.2019 | 21,8 | 29,6 | 12,7 | 12,7 | Cs   | 1,4            | 4,7      | 13,8 | –           | 9,6  | 1,0   | ERC |
| Electomania      | 12.03.2019 | 19,0 | 21,8 | 10,9 | 10,9 | Cs   | 3,1            | 5,3      | 18,3 | 3,0         | 13,3 | 3,0   | ERC |
| Electomania      | 05.03.2019 | 19,1 | 21,3 | 11,1 | 11,1 | Cs   | 3,0            | 5,1      | 18,8 | 2,4         | 13,4 | 3,1   | ERC |
| El Mundo         | 28.02.2019 | 20,3 | 28,8 | 15,6 | 15,6 | Cs   | 2,4            | 4,6      | 15,6 | –           | 8,4  | 1,3   | ERC |
| Electomanial     | 03.02.2019 | 16,0 | 21,3 | 11,3 | 11,3 | –    | 3,1            | 6,3      | 21,0 | 1,8         | 13,0 | 1,8   | ERC |
| El Español       | 05.01.2019 | 18,5 | 22,1 | 15,6 | 15,6 | –    | 3,0            | 5,2      | 18,2 | 2,2         | 13,0 | –     | ERC |
| Electomania      | 05.06.2018 | 17,2 | 21,6 | 16,8 | 16,8 | 0,2  | 4,1            | 3,3      | 22,7 | 2,8         | 4,6  | 4,2   | 1,4 |
| PSOE             | 22.04.2018 | 23,6 | 26,4 | 4,0  | 7,7  | –    | –              | –        | 18,2 | –           | –    | –     | –   |
| PP               | 10.04.2018 | 22,0 | 22,0 | 6,0  | 11,4 | 1,8  | 7,0            | 2,8      | 16,2 | 2,6         | 4,2  | 2,3   | –   |
| PSOE             | 09.04.2018 | 24,0 | 26,0 | 4,0  | 08,0 | –    | –              | –        | 17,0 | –           | –    | –     | –   |
| Wahl 2014        | 25.05.2014 | 26,1 | 23,0 | 10,0 | 8,0  | 6,5  | 5,4            | 4,0      | 3,2  | 2,1         | 1,9  | 1,6   | 1,1 |

## Ergebnis
| Listen                             | Listen | Stimmen    | %    | +/-   | Mandate | +/-     |
| ---------------------------------- | --- | ---------- | ---- | ----- | ------- | ------- |
|                                    | Partido Socialista Obrero Español (PSOE) | 7.369.789  | 32,9 | +9,8  | 20 (21) | +6 (+7) |
|                                    | Partido Popular (PP) | 4.519.205  | 20,2 | −5,9  | 12 (13) | −4 (−3) |
|                                    | Ciudadanos (Cs) | 2.731.825  | 12,2 | +2,5  | 7 (8)   | +5 (+6) |
|                                    | Unidos Podemos (UP) (Podemos – Izquierda Unida – Equo) a | 2.258.857  | 10,1 | –7,9  | 6       | +1      |
|                                    | Vox (Vox) | 1.393.684  | 6,2  | +4,6  | 3 (4)   | +3 (+4) |
|                                    | Ahora Repúblicas (AR) - Esquerra Republicana: 759.891 Stimmen b - EH Bildu (Eusko Alkartasuna – Sortu – Alternatiba): 301.343 Stimmen - Bloque Nacionalista Galego: 172.088 - Alternativa Nacionalista Canaria – Unidad del Pueblo: 2.460 Stimmen - Andecha Astur: 1.902 Stimmen - Puyalón: 1.805 Stimmen - Wahlbündnis: 12.650 Stimmen | 1.252.139  | 5,6  | Neu   | 3       | ±0      |
|                                    | Lliures per Europa (PDeCAT/CDC – JxCat) | 1.018.435  | 4,5  | Neu   | 2 (3)   | +1 (+2) |
|                                    | Coalición por una Europa Solidaria (CEUS) - Eusko Alderdi Jeltzalea-Partido Nacionalista Vasco: 380.577 Stimmen - Coalición Canaria – Partido Nacionalista Canario: 186.372 Stimmen - Geroa Bai: 27.202 Stimmen - El Pi – Proposta per les Illes: 15.993 Stimmen - Compromiso por Galicia: 6.492 Stimmen - Demòcrates Valencians: 2.015 Stimmen - Wahlbündnis: 14.439 Stimmen | 633.090    | 2,8  | Neu   | 1       | ±0      |
|                                    | Compromiso por Europa (CpE) - Compromís (Bloc Nacionalista Valencià – IPV – VEPV): 197.362 Stimmen - Nueva Canarias: 38.295 Stimmen - En Marea (Anova): 15.375 Stimmen - Chunta Aragonesista: 13.241 Stimmen - Més per Mallorca: 12.447 Stimmen - Partido Castellano – Tierra Comunera: 6.209 Stimmen - Coalición por Melilla: 5.927 Stimmen - Iniciativa del Pueblo Andaluz – Izquierda Andalucista: 3.531 Stimmen - Coalición Caballas: 1.260 Stimmen - Wahlbündnis: 2.844 Stimmen | 296.491    | 1,3  | Neu   | –       | −1      |
|                                    | Partido Animalista Contra el Maltrato Animal (PACMA) | 295.546    | 1,3  | +0,2  | –       | ±0      |
|                                    | Coalición Verde – Europa Ciudadana (CV-EC) (GM-LV – PDC-CV) | 65.504     | 0,3  | Neu   | –       | ±0      |
|                                    | Recortes Cero – Los Verdes – Grupo Verde Europeo (RC - LV - GVE) | 50.002     | 0,2  | ±0    | –       | ±0      |
|                                    | Volt España (Volt) | 32.432     | 0,1  | Neu   | –       | ±0      |
|                                    | Iniciativa Feminista (IF) | 29.276     | 0,1  | ±0    | –       | ±0      |
|                                    | Partido Comunista de los Pueblos de España (PCPE) | 28.508     | 0,1  | –0,1  | –       | ±0      |
|                                    | Actúa | 25.528     | 0,1  | Neu   | –       | Neu     |
|                                    | Andalucía Por Sí (AxSí) | 23.995     | 0,1  | –0,2  | –       | ±0      |
|                                    | Por un Mundo más Justo (PUM+J) | 21.584     | 0,1  | N/A   | –       | ±0      |
|                                    | Partido Comunista de los Trabajadores de España (PCTE) | 19.080     | 0,1  | Neu   | –       | Neu     |
|                                    | Pirates de Catalunya – European Pirates | 16.755     | 0,1  | –0,2  | –       | ±0      |
|                                    | Centristas por Europa (CCD – Sonst.) | 15.615     | 0,1  | Neu   | –       | Neu     |
|                                    | Foro de Ciudadanos (FAC) | 14.175     | 0,1  | –0,1  | –       | ±0      |
|                                    | Izquierda en Positivo (IZQP) | 12.939     | 0,1  | Neu   | –       | Neu     |
|                                    | Contigo Somos Democracia (Contigo) | 12.430     | 0,1  | Neu   | –       | Neu     |
|                                    | Extremeños (PREx-CREx) | 11.894     | 0,1  | ±0    | –       | ±0      |
|                                    | FE de las JONS – AES – La Falange – DN | 11.699     | 0,1  | –0,4  | –       | ±0      |
|                                    | Alternativa Republicana | 11.076     | 0,0  | ±0,0  | –       | ±0      |
|                                    | Igualdad Real | 9.076      | 0,0  | Neu   | –       | Neu     |
|                                    | DMovimiento Corriente Roja | 8.402      | 0,0  | ±0,0  | –       | ±0      |
|                                    | Partido Humanista | 7.947      | 0,0  | ±0,0  | –       | ±0      |
|                                    | DMovimiento Independiente Euro Latino | 6.809      | 0,0  | Neu   | –       | Neu     |
|                                    | DSolidaridad y Autogestión Internacionalista | 5.543      | 0,0  | ±0,0  | –       | ±0      |
| Votos en blanco                    | Votos en blanco | 216.736    | 1,0  | –1,3  | –       | –       |
| Gesamt                             | Gesamt | 22.426.066 | 100  |       | 54 (59) | – (+5)  |
|                                    | |            |      |       |         |         |
| Ungültige Stimmen                  | Ungültige Stimmen | 193.918    | 0,9  | –0,9  |         |         |
| Wähler                             | Wähler | 22.619.984 | 60,7 | +16,9 |         |         |
| Wahlberechtigte                    | Wahlberechtigte | 37.248.888 |      |       |         |         |
|                                    | |            |      |       |         |         |
| Quelle: Boletín Oficial del Estado | |            |      |       |         |         |

Mandate in Klammern werden erst nach dem Brexit vergeben.

## Fraktionen im Europäischen Parlament

### Nach Parteien
| Liste/Partei                   | Liste/Partei                       | Liste/Partei                      | Liste/Partei                                       | Mandate | Fraktion |
| ------------------------------ | ---------------------------------- | --------------------------------- | -------------------------------------------------- | ------- | -------- |
|                                | Partido Socialista Obrero Español  | Partido Socialista Obrero Español | Partido Socialista Obrero Español                  | 20 / 54 | S&D      |
|                                | Partido Popular                    | Partido Popular                   | Partido Popular                                    | 12 / 54 | EVP      |
|                                | Ciudadanos                         | Ciudadanos                        | Ciudadanos                                         | 7 / 54  | RE       |
|                                | Unidos Podemos                     |                                   | Podemos                                            | 3 / 54  | GUE/NGL  |
|                                | Unidos Podemos                     | Izquierda Unida                   | 2 / 54                                             | GUE/NGL |          |
|                                | Unidos Podemos                     | Iniciativa per Catalunya Verds    | 1 / 54                                             | G/EFA   |          |
|                                | Vox                                | Vox                               | Vox                                                | 3 / 54  | EKR      |
|                                | Ahora Repúblicas                   |                                   | Esquerra Republicana de Catalunya                  | 2 / 54  | G/EFA    |
|                                | Ahora Repúblicas                   | EH Bildu: Eusko Alkartasuna       | 1 / 54                                             | GUE/NGL |          |
|                                | Junts per Catalunya                |                                   | Partit Demòcrata Europeu Català                    | 2 / 54  | RE       |
|                                | Coalición por una Europa Solidaria |                                   | Eusko Alderdi Jeltzalea-Partido Nacionalista Vasco | 1 / 54  | RE       |
|                                |                                    |                                   |                                                    |         |          |
| Quelle: Europäisches Parlament |                                    |                                   |                                                    |         |          |

### Nach Fraktionen
| Partei | Partei                                                | Sitze   | Sitze   | Sitze             |
| Partei | Partei                                                | Anzahl  | +/−     | %                 |
| ------ | ----------------------------------------------------- | ------- | ------- | ----------------- |
|        | Sozialdemokratische Partei Europas (S&D)              | 20 (+1) | +6 (+5) | 37,04 % (35,59 %) |
|        | Europäische Volkspartei (EVP)                         | 12 (+1) | −5 (−4) | 22,22 % (22,03 %) |
|        | Renew Europe (RE)                                     | 8 (+1)  | ±0 (+1) | 14,82 % (15,25 %) |
|        | Vereinte Europäische Linke/Nordische Grünen (GUE/NGL) | 6 (±0)  | −5 (−5) | 11,11 % (10,17 %) |
|        | Europäische Konservative und Reformer (EKR)           | 3 (+1)  | +3 (+4) | 5,56 %0(6,78 %)   |
|        | Die Grünen/Europäische Freie Allianz (Grüne/EFA)      | 3 (±0)  | −1 (−1) | 5,56 %0(5,09 %)   |
|        | fraktionslos                                          | 2 (+1)  | +2 (+1) | 3,70 %0(5,09 %)   |
|        | Identität und Demokratie (ID)                         | 0       | neu     | 0 %               |
| Gesamt | Gesamt                                                | 54 (+5) | — (+5)  | 100,0             |